# Luis Sáenz de Tagle
Luis Sánchez de Tagle y de la Rasa, i marqués de Altamira (Santillana del Mar, Cantabria, 1642 - ¿?, 1710) fue un noble y banquero español que llegó a ser presidente de la Audiencia de México.

## Biografía

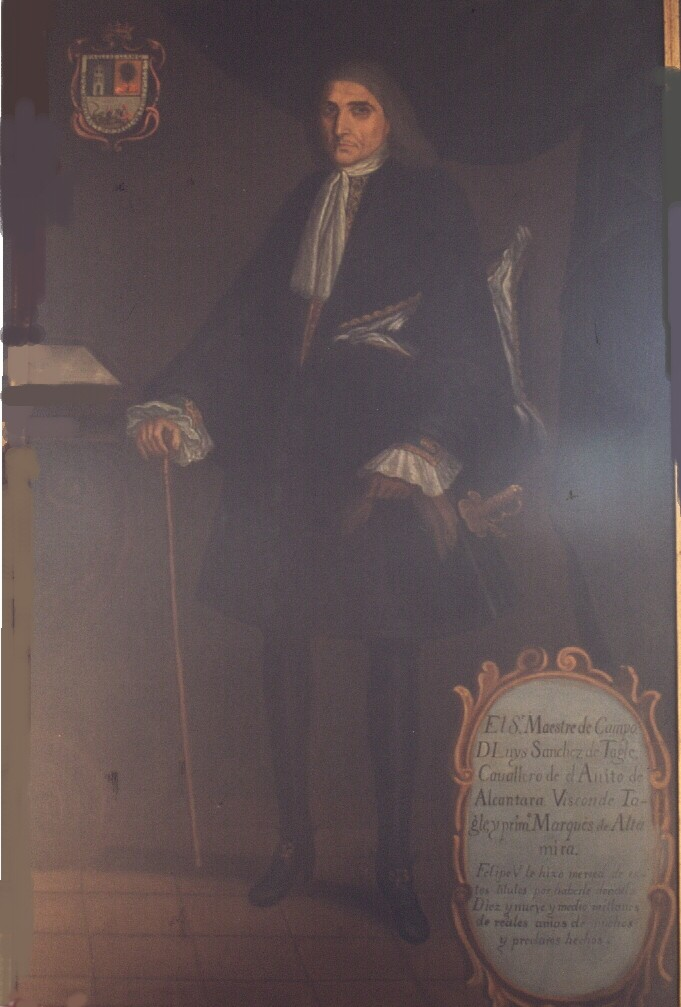
Retrato de Luis Sáenz de Tagle.

Luis Sánchez de Tagle nació en 1642 en el municipio cántabro de Santillana del Mar; hijo de Anselmo Sánchez de Tagle y de su segunda mujer, Juliana de la Rasa Barreda.
Joven partió hacia Nueva España y se instaló en la Ciudad de México. Fue maestre de campo, dueño de un banco de plata y presidente de la Audiencia de México.
En 1690 se convirtió en caballero de Alcántara y el 23 de diciembre de 1704, el rey Felipe V le nombró marqués de Altamira.

## Matrimonio y descendencia
Contrajo matrimonio con Damiana de Dávila y Rojas, hija de Jerónimo, caballero de Alcántara, y de María. De este matrimonio nacieron sus dos hijos:
- Pedro: Murió soltero.
- Domingo: Murió sin sucesión.
- Luisa Sánchez de Tagle y Dávila: II marquesa de Altamira.